# Фильс, Антон
Антон Фильс, также Фильц (нем. Anton Fils; 20 сентября 1733, Айхштетт — 14 марта 1760, Мангейм) — немецкий композитор мангеймской школы.
Изучал теологию и право в университете Ингольштадта. С 1754 г. виолончелист придворного оркестра в Мангейме. Автор около 40 симфоний, лучший симфонист своего времени по мнению Христиана Фридриха Даниэля Шубарта, — впрочем, пик популярности Фильса пришёлся на период непосредственно после его смерти. Согласно легенде, Фильс любил есть пауков, объясняя, что по вкусу они напоминают клубнику, и в конце концов отравился насмерть.
В последнее время ряд произведений Фильса извлечены из забвения камерными оркестрами Германии и Швейцарии.